# ベルト・モンマール
ベルト・モンマール（Berthe Monmart, 1921年5月11日 - 1997年6月10日）は、ベルギー出身のソプラノ歌手。
ヴォー＝ス＝シェヴルモンの生まれ。パリ音楽院で声楽を学び、1949年にランスの歌劇場でピエトロ・マスカーニの《カヴァレリア・ルスティカーナ》のサントゥッツァ役を歌ってデビューを飾る。1951年からパリ・オペラ座と契約を結んでリヒャルト・ワーグナーの《ヴァルキューレ》のブリュンヒルデ役を歌い、1972年まで同歌劇場の主要キャストに名を連ねた。1980年には第一線を退き、トゥールーズの音楽院で後進の指導に当たった。
トゥールーズにて没。